# Breana Geering
Breana Geering (ur. 1998) – kanadyjska profesjonalna skateboardzistka jeżdżąca w stylu goofy.

## Kariera skateboardowa
Breana Geering jest pierwszą kobietą, która dołączyła do teamu Girl Skateboards.
W 2018 roku Geering zajęła pierwsze miejsce w kategorii zaawansowanej podczas czwartej edycji zawodów Stop, Drop and Roll dla kobiet w skateparku Quilchena w Vancouver w Kanadzie. W tym samym roku zajęła trzecie miejsce w konkursie EMPIRE Am Getting Paid w Montrealu. Geering była również wymieniana jako potencjalna reprezentantka Kanady na Letnich Igrzyskach Olimpijskich 2020 w konkurencji street w skateboardingu kobiet.
W 2019 roku wzięła udział w wydarzeniu "Wheels of Fortune 10" organizowanym przez Skate Like A Girl.

### Występy w filmach skateboardowych
- 2018: Out For A Rip – Girl Skateboards[8].
- 2019: Courtesy – Vans Canada[9].
- 2020: Nervous Circus – Girl Skateboards[10].
- 2025: Splinter – Girl Skateboards[11].
- 2025: Thrasher Vacation: VANS in Spain & France [12]